# 清閑寺共綱
清閑寺共綱（せいかんじ ともつな、慶長17年（1612年）10月21日 - 延宝3年（1675年）8月26日）は、江戸時代前期の公卿。

## 官歴
- 元和2年（1616年）：左衛門佐
- 元和3年（1617年）：従五位上
- 元和6年（1620年）：正五位下
- 寛永元年（1624年）：中宮権大進
- 寛永4年（1627年）：蔵人、左少弁、正五位上
- 寛永6年（1629年）：右中弁
- 寛永8年（1631年）：左中弁
- 寛永9年（1632年）：蔵人頭、正四位下
- 寛永10年（1633年）：正四位上
- 寛永12年（1635年）：右大弁
- 寛永14年（1637年）：左大弁
- 寛永16年（1639年）：参議、従三位
- 寛永19年（1642年）：正三位
- 寛永20年（1643年）：権中納言
- 正保3年（1646年）：踏歌節会外弁
- 慶安2年（1649年）：従二位
- 承応3年（1654年）：正二位
- 明暦元年（1655年）：権大納言
- 延宝3年（1675年）：従一位

## 系譜
- 父：清閑寺共房
- 弟：池尻共孝
- 弟：梅小路定矩
- 子：清閑寺熙房